# Phialastrum
Phialastrum is een monotypisch geslacht van schimmels behorend tot de familie Geastraceae. Het bevat alleen de soort Phialastrum barbatum.